# 道の駅酒蔵奥出雲交流館
道の駅酒蔵奥出雲交流館（みちのえき さかぐらおくいずもこうりゅうかん）は、島根県仁多郡奥出雲町亀嵩にある国道432号の道の駅である。
奥出雲酒造株式会社が施設の運営を行っている。

## 施設
- 駐車場：38台
  - 普通車：35台
  - 大型車：3台
  - 身障者用：2台
- トイレ
  - 男：大 2器・小 3器
  - 女：4器
  - 身障者用：1器
- 公衆電話：1台
- 売店
- 休憩所 (24H)
- 情報コーナー
- 温泉スタンド

## 休館日
- 年中無休

## アクセス
- 国道432号 - 登録路線

## 周辺
- 砂の器記念碑
- 久比須峠

## 奥出雲酒造
奥出雲酒造株式会社（おくいずもしゅぞう）は島根県仁多郡奥出雲町に本社を置く第三セクターの酒造メーカー。

### 沿革
- 1926年（大正15年） - 創業。当初は布勢酒造株式会社[1]、のちに銘柄を冠した八千代酒造株式会社に社名変更。
- 2004年（平成16年） - 当時の仁多町が買収し奥出雲酒造株式会社に社名変更。本社を八代から亀嵩へ移転。
- 2007年（平成19年） - 直売店「酒蔵 奥出雲交流館」を道の駅に登録。

### 銘柄
- 仁多米
- 奥出雲

八千代酒造時代の銘柄（終売品）
- 出雲八千代